# Ragday Oleksandr Viktorovich Tymofieiev

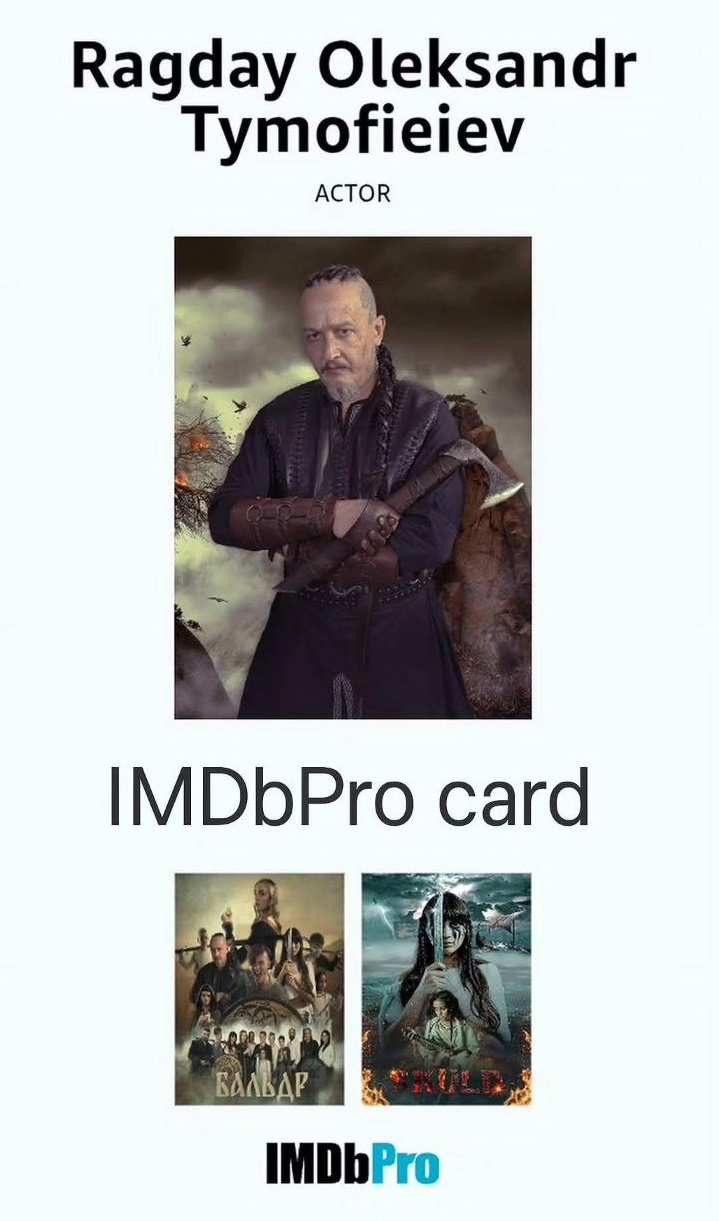
Офіційна картка АКТОРА IMDbPro Рагдая Олександра Тимофєєва

Рагдай Олександр Вікторович Тимофєєв (англ. Ragday Oleksandr Viktorovich Tymofieiev; народився у Харкові, Україна) — український кіноактор, відомий під псевдонімом Рагдай (англ.  Ragday). В даний момент працює в кінопроекті «Бальдр. Нитки долі».  Задіяний у майбутньому кінопроекті «Скульд». 
англ. 
Ragday Oleksandr Viktorovich Tymofieiev (born in Kharkiv, Ukraine) is a Ukrainian film actor, known under the pseudonym Ragday. Currently working in the film project «Baldr. Threads of fate». 
Involved in the upcoming film project «Skuld». 
|  |  |
|  |  |

|              |   |
|              | > |
| width="50%"> |   |